# Storks
Storks (titulada: Cigüeñas: La historia que no te contaron en Hispanoamérica y Cigüeñas en España) es una película estadounidense animada por ordenador de comedia y aventura dirigida por Nicholas Stoller y Doug Sweetland, escrita por Stoller, basada en su propia idea y desarrollado por Warner Animation Group. Andy Samberg y Kelsey Grammer prestan sus voces para la película. El filme fue estrenado el 23 de septiembre de 2016 en Estados Unidos y Latinoamérica.

## Argumento
Por siglos, las cigüeñas de Montaña Cigüeña entregaban bebés a familias por todo el mundo, hasta que una cigüeña llamada Jasper intentó quedarse con una bebé, pero accidentalmente destruyó el faro de dirección de la bebé y se exilió. Incapaces de entregar a la bebé, las cigüeñas la adoptaron bajo el nombre de Tulip. El CEO de la empresa Hunter descontinuó la entrega de bebés en favor de entrega de paquetes con Cornerstore.com.
Dieciocho años después, Tulip, ahora una joven mujer, trata de promover nuevas ideas a Cornerstore, pero fracasan y provocan que la compañía pierda existencias. Hunter la declara una carga y responsabilidad grave por esta incompetencia (los gráficos justifican la afirmación, ya que cada vez que ella trata de ayudar sus ganancias bajan, y mientras está ausente, sus progresos suben). Hunter asigna a la mejor cigüeña repartidora, Júnior, a despedir a Tulip para ser jefe. Júnior no puede obligarse a hacerlo y en vez de eso transfiere a Tulip a la sala de correo.
Mientras tanto, un chico llamado Nate Gardner, que vive con sus padres adictos al trabajo Henry y Sarah, se siente solo y desea tener un hermano menor. Nate envía una carta a las cigüeñas y llega a Tulip, quien entra en la extinta fábrica de bebés e inserta la carta en una máquina, creando una adorable bebé no autorizada. Júnior se lastima su ala tratando de apagar la máquina. Temeroso a ser despedido por Hunter, Júnior acepta ayudar a Tulip y secretamente entregar la bebé usando un avión que Tulip construyó. Júnior y Tulip chocan y escapan de una manada de lobos que se encariñan con la bebé, y llegan a la civilización, en la que Júnior y Tulip se unen a la bebé y la nombran Dulce Dulcinea. Mientras tanto, Henry y Sarah se abren a la idea de un hermano menor y pasan tiempo con su hijo construyendo una plataforma de aterrizaje para las cigüeñas.
Júnior y Tulip encuentran a Jasper, quien los ha seguido desde Montaña Cigüeña. Jasper casi ha reparado el faro de Tulip, pero le falta una pieza que ha estado en posesión de Tulip por años. Júnior le confiesa a Tulip que quiso despedirla, y una entristecida Tulip se va con Jasper, mientras Júnior continua solo tratando de entregar a Dulce Dulcinea. El empleado paloma de Cornerstore Toady aprende sobre Dulce Dulcinea y le informa a Hunter, quien cambia la dirección del faro de la bebé para liderar a Júnior a una trampa. Hunter despide a Júnior al mismo tiempo que lo ata y se lleva a Dulce Dulcinea con los pingüinos hasta que sea grande para silenciar el hecho y prevenir más acciones en picada.
Tulip se reúne con Júnior y lo libera, luego llegan a Cornerstore durante el evento altamente anticipado Cigüeñaton para salvar a Dulce Dulcinea de los pingüinos. Cuando son rodeados por Hunter y varias cigüeñas en la fábrica de bebés, Júnior envía varias cartas de familias a la máquina, produciendo varios bebés para distraer a las cigüeñas. Hunter se apodera de una grúa gigante e intenta destruir la fábrica, solo para tener a Dulce Dulcinea con pájaros abusados haciendo que el edificio de Cornerstore colapse de Montaña Cigüeña, causando que Hunter, que está enredado en los cables de construcción y atrapado en la grúa, caiga a su muerte.
Luego de la destrucción de Cornerstore, Júnior reúne a las cigüeñas para entregar bebés a las familias. Júnior, Tulip y Jasper entregan a Dulce Dulcinea a los Gardner, dónde Júnior tiene una visión de su futuro, como empieza a caminar, como aprende a andar en bicicleta, como aprende ballet, como entrena sus habilidades ninja, como se gradúa y como se casa. Al principio Nate no está contento con la idea de una hermana menor, pero rápidamente se anima luego de ver las habilidades ninja de su hermana. Tulip logra conocer a su familia, y ella y Júnior trabajan como jefes en Montaña Cigüeña.

## Reparto
- Andy Samberg como Júnior.[1]
- Katie Crown como Tulip.
- Kelsey Grammer como Hunter.[1]
- Keegan-Michael Key como Rich "Lobo Alpha".
- Jordan Peele como Michael "Lobo Beta".
- Anton Starkman como Nate.
- Stephen Kramer Glickman como Pigeon Toadey.
- Danny Trejo como Jasper.
- Ty Burrell como Sr. Henry Gardner.
- Jennifer Aniston como Sra. Sarah Gardner.

Doblaje en España
- Arturo Valls como Júnior.
- Belén Cuesta como Tulip.
- José Luis Gil como Hunter.
- Juan Ibáñez como Rich "Lobo Alpha".
- Damián Mollá como Michael "Lobo Beta".
- Álvaro Balas como Nate.
- José Corbacho como Pigeon Toadey.
- Antonio Fernández Muñoz como Jasper.
- Christian Gálvez como Sr. Henry Gardner.
- Almudena Cid como Sra. Sarah Gardner.

## Producción
El proyecto fue anunciado por primera vez en enero de 2009, cuando Warner Bros. formó su equipo de animación con algunos directores y escritores para desarrollar películas de animación, Nicholas Stoller fue contratado por el estudio para crear y escribir "Storks", mientras que Doug Sweetland fue contratado para dirigir la película. El 20 de abril de 2011, Andy Samberg y Kelsey Grammer fueron agregados al elenco de voces de la película, y se anunció que Stoller y Sweetland co-dirigirían la película en 3D, mientras que Stoller produciría la película junto con Brad Lewis. La idea original de la película fue desarrollada bajo la Warner Bros. Animation.
El doblaje japonés utiliza "HEIWA" de AI (cantante) en los créditos, que lleva el nombre de la hija recién nacida del artista, lo que encaja con el tema de la película.

## Estreno
Storks fue previamente programada para ser estrenada el 10 de febrero de 2013. Warner Bros. lo había programado así con la película aún sin título. Finalmente la fecha se adelantó y fue estrenada el 23 de septiembre de 2012, día en que previamente se planeaba estrenar la película Ninjago.